# Gorthleck
Gorthleck (gaélico escocés: Goirtlig) es una pequeña aldea en el litoral norte del lago Mhòr en el condado de Inverness, en el concejo de los Highland, Escocia. Gorthleck abarca el pueblo de Lyne of Gorthleck y Gorthleck House, donde se rumora que el aristócrata Carlos Eduardo Estuardo se hospedó tras la batalla de Culloden hasta su huida al ver a unos casacas rojas, por una de las ventanas superiores. 
- Datos: Q2561435
- Multimedia: Gorthleck / Q2561435